# Delivered At Frontier

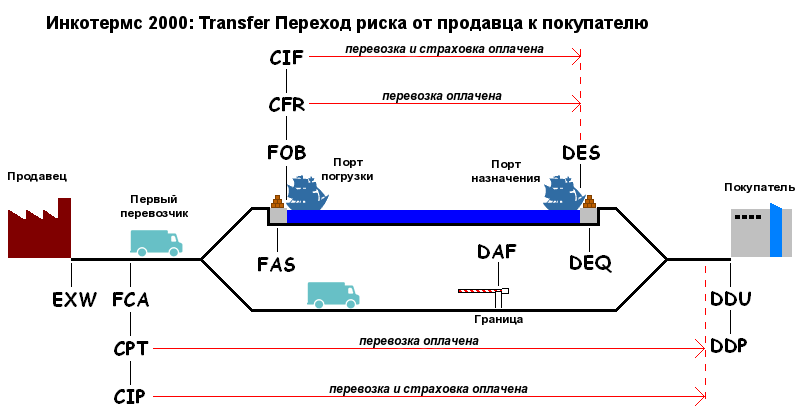
Области действия терминов Инкотермс.

DAF (англ. Delivered At Frontier — доставлено на границе) —  одно из правил Инкотермс. Может применяться при поставке железнодорожным или автомобильным транспортом. Продавец несёт обязанности по транспортировке товара до границы и оплате пошлин. Покупатель несёт обязанности и по таможенному оформлению товара, и по транспортировке с границы до своего местонахождения. Риски переходят в момент достижения грузом границы.